# 陳高山
陳高山（1936年—）是一名前台灣乒乓球運動員，左手持拍，高雄市人。民國45年、民國46年全省乒乓球錦標賽男子單打冠軍，民國46年、民國47年與王信光搭檔獲得男子雙打冠軍。1957年，他前往馬尼拉參加亞洲乒乓球錦標賽獲得男子團體季軍。隔年，他與謝金河搭檔奪下1958年亞洲運動會乒乓球男子雙打銅牌。